# 병단 (진격의 거인)
병단(일본어: 兵団 헤이단[*])은 진격의 거인에서 나오는 가공의 군사 조직이다. 작품 내에서 병단은 크게 네 가지로 나뉜다.

## 종류
- 조사병단
- 주둔병단
- 헌병단
- 훈련병단